# NGC 1705
NGC 1705 è una galassia lenticolare peculiare (SA0) ed una galassia nana compatta blu situata in direzione della costellazione del Pittore.  La sua distanza dalla Terra è stimata in 17 milioni di anni luce. Questa galassia fa parte del Gruppo del Dorado.